# Anjo

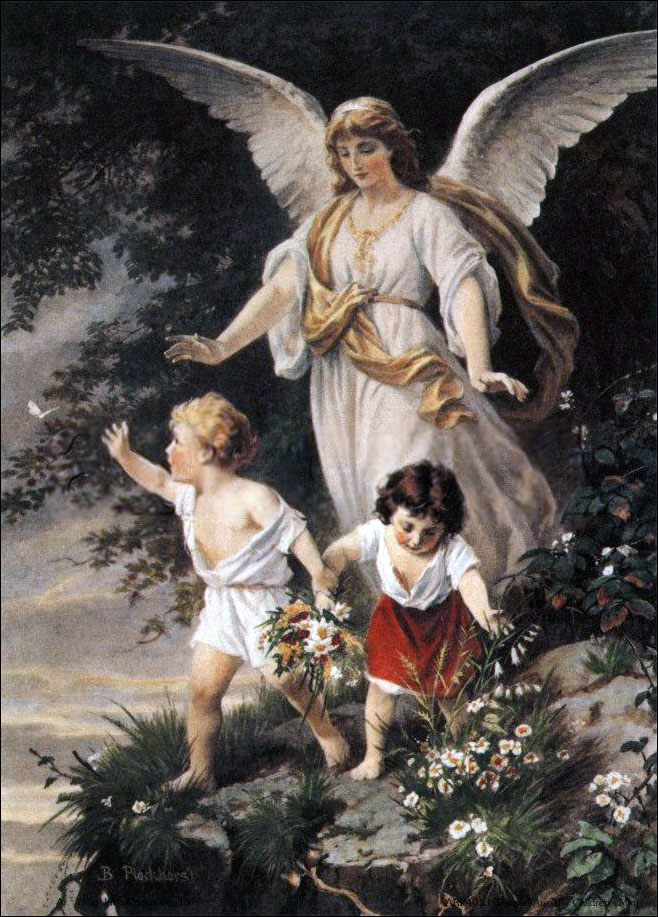
Bernhard Plockhorst: Anjo da guarda

Anjo (do latim angelus e do grego ángelos (ἄγγελος), mensageiro), segundo a tradição judaico-cristã, a mais divulgada no ocidente, conforme relatos bíblicos, são seres celestiais e espirituais, conservos de Deus como os homens (Apocalipse 19:10), que servem como ajudantes ou mensageiros de Deus. Na iconografia comum, os anjos geralmente têm asas de ave, um halo e tem uma beleza delicada, emanando forte brilho. Por vezes são representados como uma criança, por sua inocência e virtude. Os relatos bíblicos e a hagiografia cristã contam que os anjos muitas vezes foram autores de fenômenos milagrosos e a crença corrente nesta tradição é que uma de suas missões é ajudar a humanidade em seu processo de aproximação a Deus.
Os anjos são ainda figuras importantes em muitas outras tradições religiosas do passado e do presente e o nome de "anjo" é dado amiúde indistintamente a todas as classes de seres celestes. Os muçulmanos, zoroastrianos, espíritas, hindus e budistas, todos aceitam como fato sua existência, dando-lhes variados nomes, mas às vezes são descritos como tendo características e funções bem diferentes daquelas apontadas pela tradição judaico-cristã, esta mesma apresentando contradições e inconsistências de acordo com os vários autores que se ocuparam deste tema.
Além disso a cultura popular em vários países do mundo deu origem a um copioso folclore sobre os anjos que, muitas vezes, se afasta bastante da descrição mantida pelos credos institucionalizados dessas regiões.
Antes da tradição judaico-cristã, no mundo grego, a deusa Nice e os deuses Eros e Tânato também eram representados em forma humana com asas.

## Anjos no cristianismo

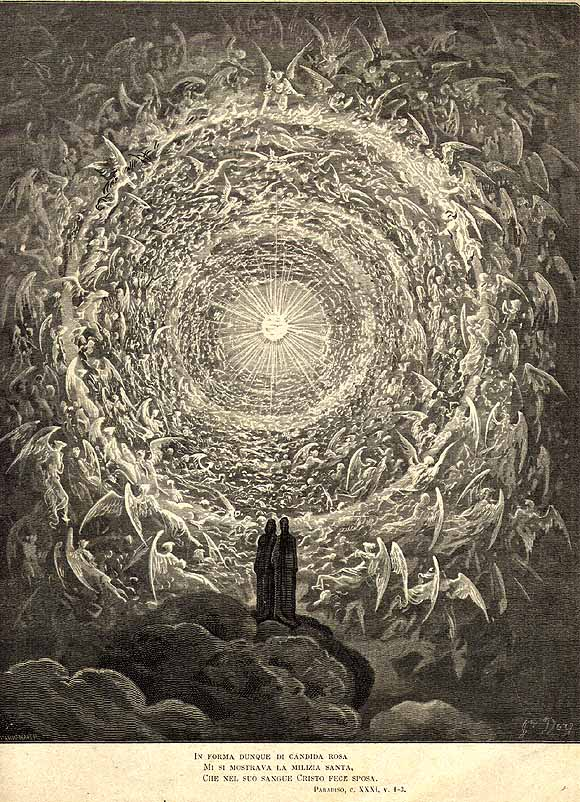
Gustave Doré: Ilustração para a Divina Comédia, de Dante Alighieri: Paraíso, canto XXXI

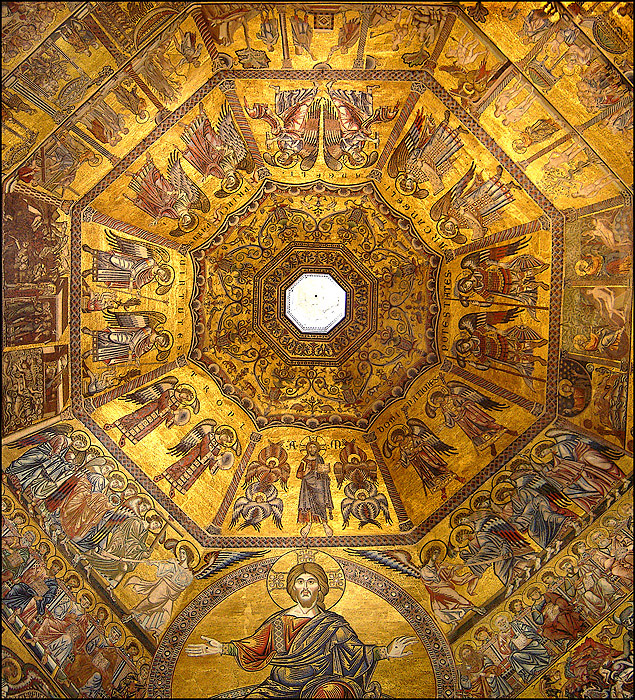
Teto do Batistério de São João, em Florença, mostrando as hierarquias angélicas

No cristianismo os anjos foram estudados de acordo com diversos sistemas de classificação em coros ou hierarquias angélicas. A mais influente de tais classificações foi estabelecida pelo Pseudo-Dionísio, o Areopagita entre os séculos IV e V, em seu livro De Coelesti Hierarchia.
A fonte primária ao estudo dos anjos são as citações bíblicas, como quando três anjos apareceram a Abraão em Gênesis 6:1, embora existam apenas sugestões ambíguas para a construção de um sistema como se ele se tivesse desenvolvido em tempos posteriores. Isaías fala de serafins (Isaías 6:2; outro anjo acompanhou Tobias; Maria (mãe de Jesus) também recebeu uma visita angélica na Anunciação do futuro nascimento de Cristo e o próprio Jesus fala deles em vários momentos, como quando sofreu a Tentação no deserto e na cena do Horto das Oliveiras, quando um anjo lhe fortaleceu antes da Paixão.
São Paulo faz alusão a cinco ordens de anjos em Efésios 1:21. Depois foi Dionísio, o Areopagita, um dos primeiros a propor um sistema organizado do estudo dos anjos e seus escritos tiveram muita influência, mas foi precedido por outros escritores, como São Clemente, Santo Ambrósio e São Jerônimo. Na Idade Média surgiram muitos outros esquemas, alguns baseados no de Dionísio, outros independentes, sugerindo uma hierarquia bastante diferente. Alguns autores acreditavam que apenas os anjos de classes inferiores interferiam nos assuntos humanos.
As classificações propostas na Idade Média são as seguintes:
- São Clemente, em Constituições Apostólicas, século I:
  - 1. Serafins, 2. Querubins, 3. Éons, 4. Hostes, 5. Potestades, 6. Autoridades, 7. Principados, 8. Tronos, 9. Arcanjos, 10. Anjos, 11. Dominações.

- Santo Ambrósio, em Apologia do Profeta David, século IV:
  - 1. Serafins, 2. Querubins, 3. Dominações, 4. Tronos, 5. Principados, 6. Potestades, 7. Virtudes, 8. Anjos, 9. Arcanjos.

- São Jerônimo, século IV:
  - 1. Serafins, 2. Querubins, 3. Potestades, 4. Dominações, 5. Tronos, 6. Arcanjos, 7. Anjos.

- Pseudo-Dionísio, o Areopagita, em De Coelesti Hierarchia, c. século V:
  - 1. Serafins, 2. Querubins, 3. Tronos, 4. Dominações, 5. Virtudes, 6. Potestades, 7. Principados, 8. Arcanjos, 9. Anjos.

- São Gregório Magno, em Homilia, século VI:
  - 1. Serafins, 2. Querubins, 3. Tronos, 4. Dominações, 5. Principados, 6. Potestades, 7. Virtudes, 8. Arcanjos, 9. Anjos.

- Santo Isidoro de Sevilha, em Etymologiae, século VII:
  - 1. Serafins, 2. Querubins, 3. Potestades, 4. Principados, 5. Virtudes, 6. Dominações, 7. Tronos, 8. Arcanjos, 9. Anjos

- São João Damasceno, em De Fide Orthodoxa, século VIII:
  - 1. Serafins, 2. Querubins, 3. Tronos, 4. Dominações, 5. Potestades, 6. Autoridades (Virtudes), 7. Governantes (Principados), 8. Arcanjos, 9. Anjos.

- São Tomás de Aquino, em Summa Theologica, (1225-1274):
  - 1. Serafins, 2. Querubins, 3. Tronos, 4. Dominações, 5. Virtudes, 6. Potestades, 7. Principados, 8. Arcanjos, 9. Anjos.

- Dante Alighieri, na Divina Comédia (1308-1321):
  - 1. Serafins, 2. Querubins, 3. Tronos, 4. Dominações, 5. Virtudes, 6. Potestades, 7. Principados, 8. Arcanjos, 9. Anjos.[6]

## Hierarquia angelical

### As três tríades
De todas estas ordenações a mais corrente, derivada do Pseudo-Dionísio e de Tomás de Aquino, divide os anjos em nove coros, agrupados em três tríades.

#### Primeira tríade
A primeira tríade é composta pelos anjos mais próximos de Deus, que desempenham suas funções diante do Pai.

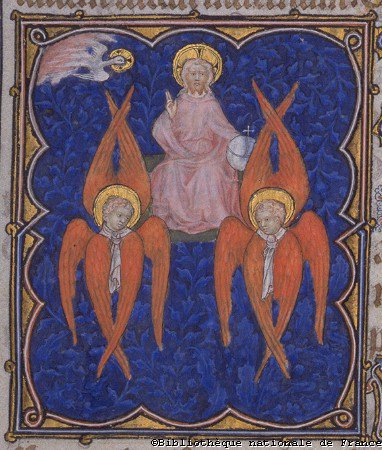
Serafins rodeando o trono de Deus, em iluminura das Petites Heures de Jean de Berry século XIV

##### Serafins
O nome serafim vem do hebreu saraf (שרף), e do grego, séraph, que significam "abrasar, queimar, consumir". Também foram chamados de ardentes ou de serpentes de fogo. É a ordem mais elevada da esfera mais alta. São os anjos mais próximos de Deus e emanam a essência divina em mais alto grau. Assistem ante o Trono de Deus e é seu privilégio estar unido a Deus de maneira mais íntima, e são descritos em Isaías como cantando perpetuamente o louvor de Deus e tendo seis asas.
O Pseudo-Dionísio diz que sua natureza ígnea espelha a exuberância de sua atividade perpétua e infatigável, e sua capacidade de inflamar os anjos inferiores no cumprimento dos desígnios divinos, purificando-os com seu fogo e iluminando suas inteligências, destruindo toda sombra. Pico della Mirandola fala deles em sua Oração sobre a Dignidade do Homem (1487) como incandescentes do fogo da caridade, e modelos da mais alta aspiração humana.

##### Querubins

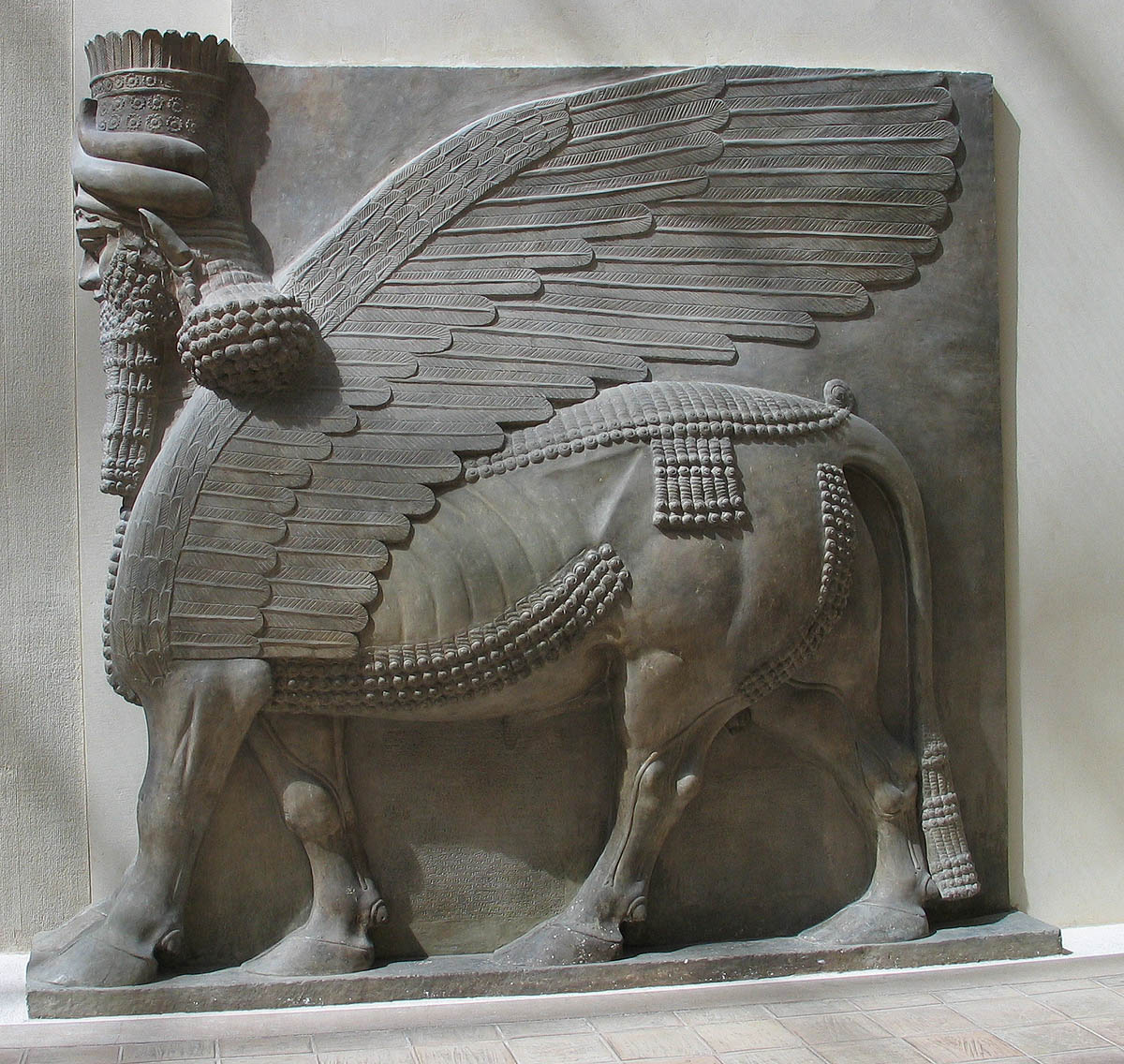
Criatura fantástica do tipo dos kerabu, proveniente de Corsabade

Do hebreu כרוב - keruv, ou do plural כרובים - keruvim, os querubins são seres misteriosos, descritos tanto no Cristianismo como em tradições mais antigas às vezes mostrando formas híbridas de homem e animal. Os povos da Mesopotâmia tinham o nome karabu e suas variantes para denominar seres fantásticos com forma de touro alado de face humana, e a palavra significa em algumas daquelas línguas "poderoso", noutras "abençoado".
No Gênesis aparece um querubim como guardião do Jardim do Éden, expulsando Adão e Eva após o pecado original (Gênesis 3:23–24). Ezequiel os descreve como guardiões do trono de Deus e diz que o ruflar de suas asas enchia todo o templo da divindade e se parecia com som de vozes humanas; a cada um estava ligada uma roda, e se moviam em todas as direções sem se voltar, pois possuíam quatro faces: leão, (O leão sempre foi reconhecido como forte, feroz, majestoso, ele é o rei dos animais e essa face simboliza então sua força). touro, (o touro é reconhecido como um animal que trabalha pacientemente para seu dono. Ele é forte, podendo carregar um urso, e conhece o seu dono). águia, (como um anjo, este pássaro voa acima das tempestades, enquanto abaixo delas existem tristezas, perigos, e angústias. Um pássaro ligeiro e poderoso, elegante, incansável) e homem, Esta face fala da mente, razão, afeições, e todas as coisas que envolvem a natureza humana, isso, para alguns estudiosos, significa que eles assim como os homens possuem o livre arbítrio. E eram inteiramente cobertos de olhos, significando a sua onisciência (Ezequiel 10). Mas as imagens querubins que Moisés colocou sobre a Arca da Aliança tinham forma humana, embora com asas (Êxodo 25:10–21; Êxodo 37:7–9).
Os Querubins, para alguns teólogos, ocupam o topo da hierarquia, pois alguns não consideram os serafins como anjos, uma vez que a palavra hebraica para anjo é "malak" (mensageiro) e da mesma forma no grego, anjo é "angelus" (mensageiro) e estas figuras 

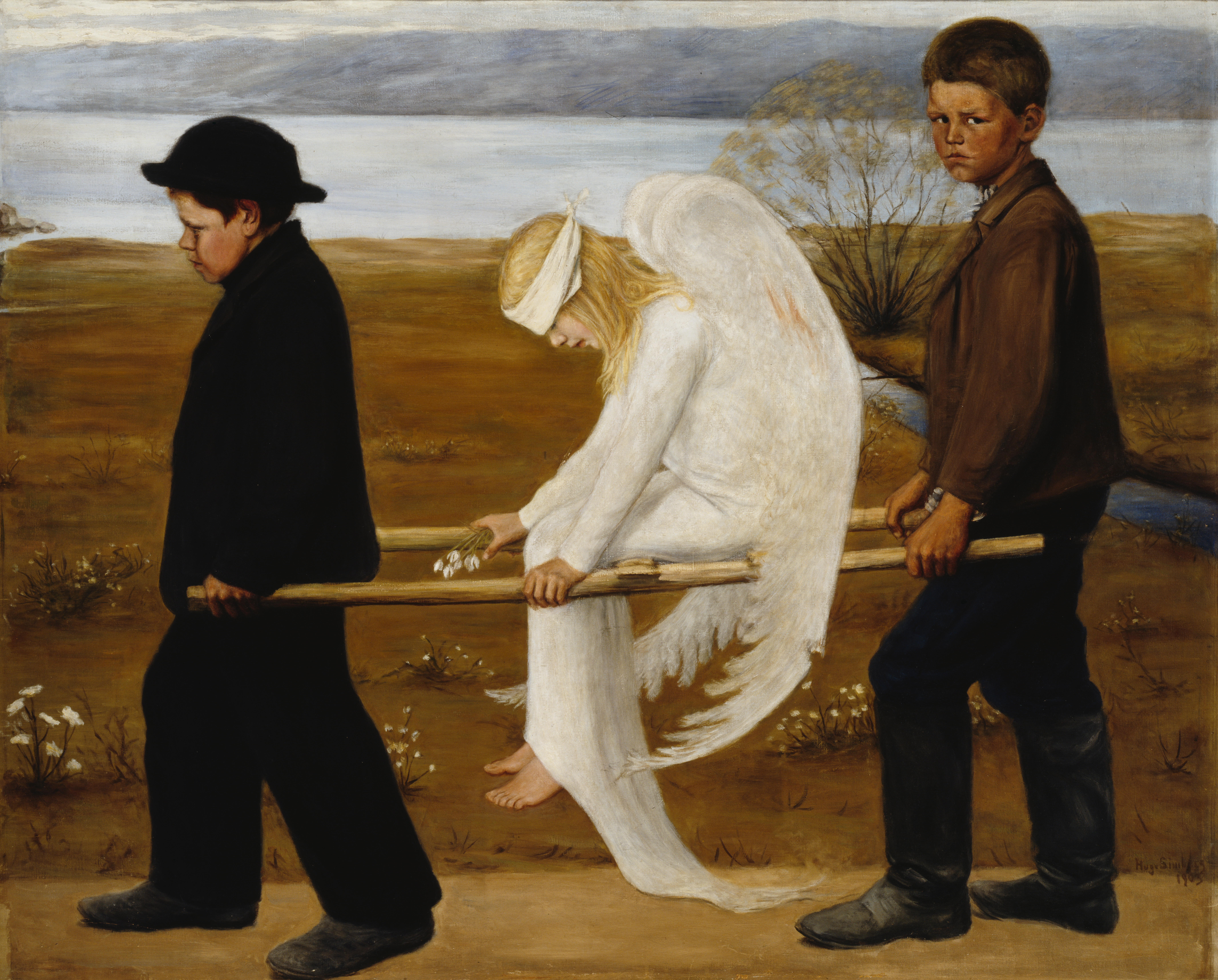
O Anjo ferido, Hugo Simberg, 1903.

aladas que aparecem, na Bíblia, apenas em Isaías capítulo 6, onde exaltam a Deus mas não comunicam mensagens ao profeta.
São Jerônimo e Santo Agostinho interpretam seu nome como "plenitude de sabedoria e ciência". São representados muitas vezes como crianças pequenas dotadas de asas, chamados putti (meninos) em italiano. Têm o poder de conhecer e contemplar a Deus, e serem receptivos ao mais alto dom da luz e da verdade, à beleza e à sabedoria divinas em sua primeira manifestação. Estão cheio do amor divino e o derramam sobre os níveis abaixo deles.
Satanás é descrito como o querubim ungido, sendo chamado antes pelo nome de Lúcifer ou Belial.

##### Tronos ou Ofanins

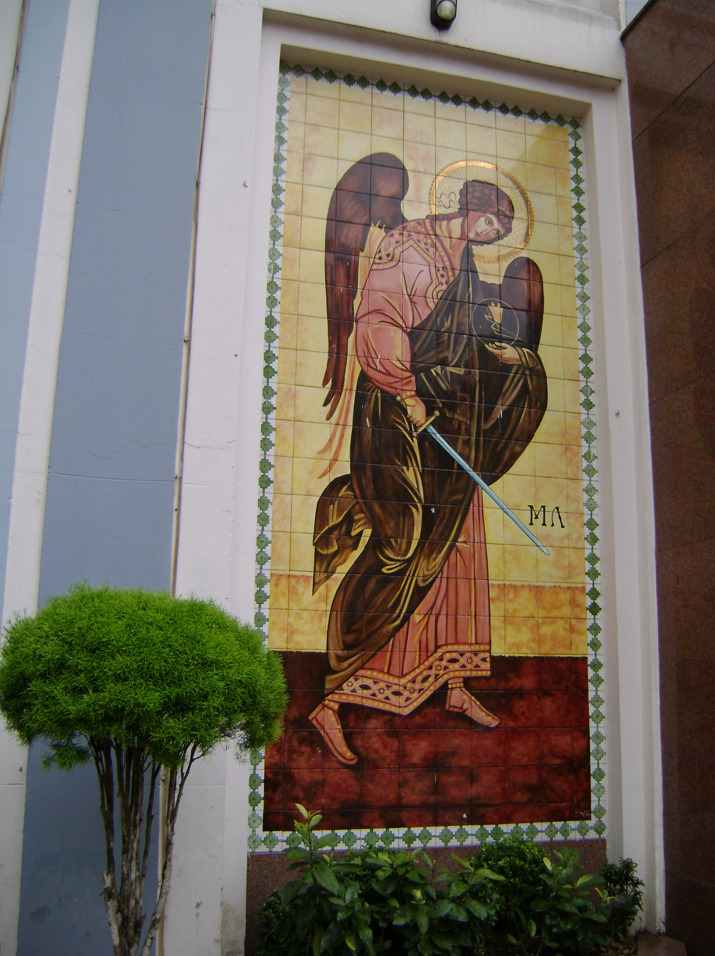
Imagem de um anjo em São Paulo.

Os Tronos têm seu nome derivado do grego thronos, que significa "anciãos". São chamados também de "erelins" ou "ofanins", ou algumas vezes de Sedes Dei (Trono de Deus), e são identificados com os 24 anciãos que perpetuamente se prostram diante de Deus e a Seus pés lançam suas coroas (Apocalipse 11:16–17. São os símbolos da autoridade divina e da humildade, e da perfeita pureza, livre de toda contaminação.

#### Segunda tríade
A segunda tríade é composta pelos príncipes da corte celestial.

##### Dominações
As Dominações ou Domínios (do latim dominationes) têm a função de regular as atividades dos anjos inferiores, distribuem aos outros anjos as funções e seus mistérios, e presidem os destinos das nações. Crê-se que as Dominações possuam uma forma humana alada de beleza inefável, e são descritos portando orbes de luz e cetros indicativos de seu poder de governo. Sua liderança também é afirmada na tradução do termo grego kyriotes [küriotés], que significa "senhor", aplicado a esta classe de seres.
São anjos que auxiliam nas emergências ou conflitos que devem ser resolvidos logo. Também atuam como elementos de integração entre os mundos materiais e espirituais, embora raramente entrem em contato com as pessoas.

##### Virtudes
As Virtudes são os responsáveis pela manutenção do curso dos astros para que a ordem do universo seja preservada. Seu nome está associado ao grego dunamis, significando "poder" ou "força", e traduzido como "virtudes" em Efésios 1:21, e seus atributos são a pureza e a fortaleza. Pseudo-Dionísio diz que eles possuem uma virilidade e poder inabaláveis, buscando sempre espelhar-se na fonte de todas as virtudes e as transmitindo aos seus inferiores.
Orientam as pessoas sobre sua missão. São encarregados de eliminar os obstáculos que se opõe ao cumprimento das ordens de Deus, afastando os anjos maus que assediam as nações para desviá-las de seu fim, e mantendo assim as criaturas e a ordem da Divina providência. Eles são particularmente importantes porque têm a capacidade de transmitir grande quantidade de energia divina. Imersas na força de Deus, as Virtudes derramam bênçãos do alto, frequentemente na forma de milagres. São sempre associados com os heróis e aqueles que lutam em nome de Deus e da verdade. São chamados quando se necessita de coragem.

##### Potestades
As Potestades ou Potências são também chamadas de "condutores da ordem sagrada". Executam as grandes ações que tocam no governo universal. Eles são os portadores da consciência de toda a humanidade, os encarregados da sua história e de sua memória coletiva, estando relacionados com o pensamento superior - ideais, ética, religião e filosofia, além da política em seu sentido abstrato.
Também são descritos como anjos guerreiros completamente fiéis a Deus. Seus atributos de organizadores e agentes do intelecto iluminado são enfatizados pelo Pseudo-Dionísio, e acrescenta que sua autoridade é baseada no espelhamento da ordem divina e não na tirania. Eles têm a capacidade de absorver e armazenar e transmitir o poder do plano divino, donde seus nomes.
Os anjos do nascimento e da morte pertencem a essa categoria. São também os guardiões dos animais.

#### Terceira tríade
A terceira tríade é composta pelos anjos ministrantes, que são encarregados dos caminhos das nações e dos homens e estão mais intimamente ligados ao mundo material.

##### Principados

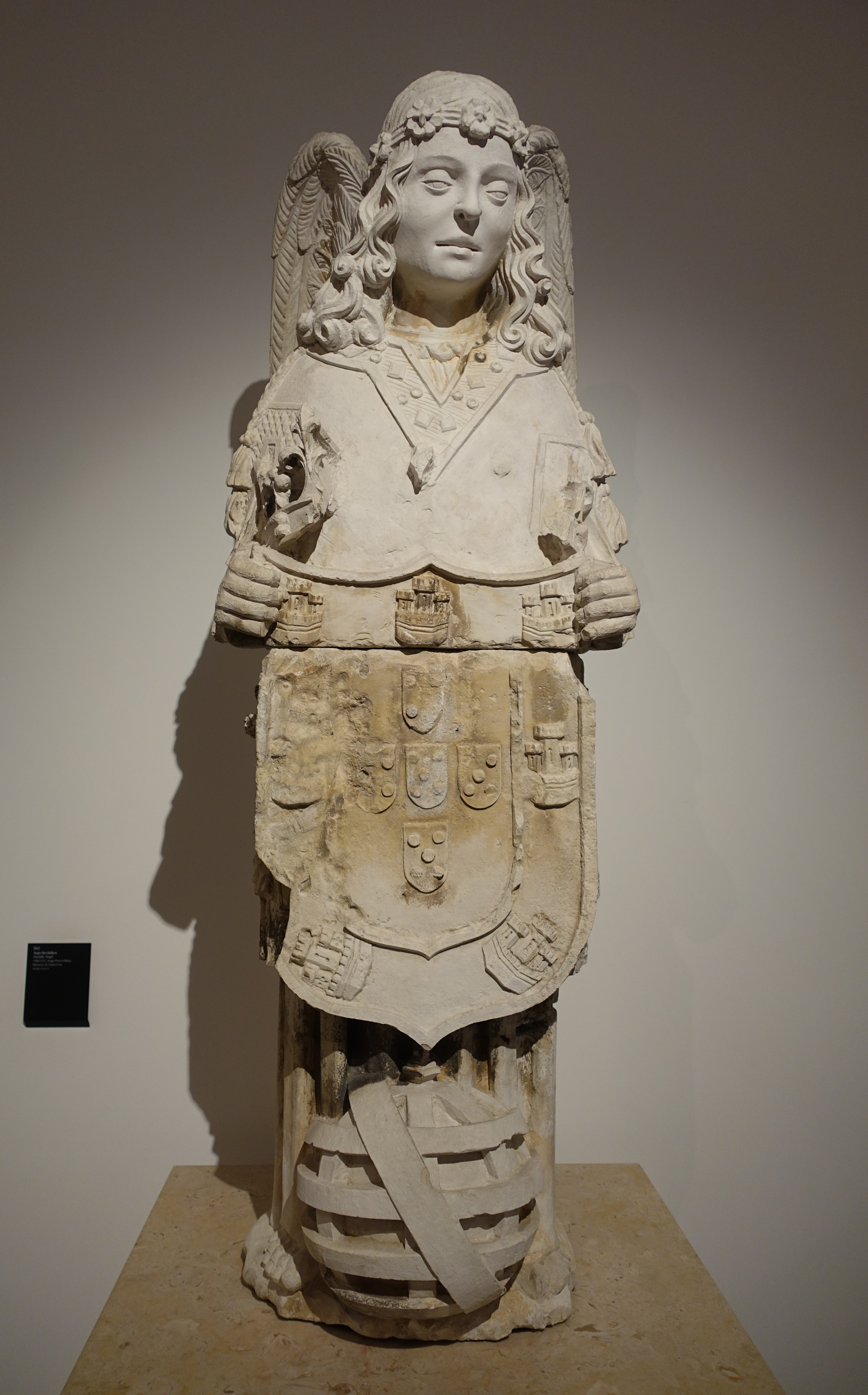
Escultura quinhentista do Anjo de Portugal, o único "anjo nacional" actualmente reconhecido.

Os Principados, do latim principatus, são os anjos encarregados de receber as ordens das Dominações e Potestades e transmiti-las aos reinos inferiores, e sua posição é representada simbolicamente pela coroa e cetro que usam. Guardam as cidades e os países. Protegem também a fauna e a flora. Como seu nome indica, estão revestidos de uma autoridade especial: são os que presidem os reinos, as províncias, e as dioceses, e velam pelo cultivo de sementes boas no campo das ideologias, da arte e da ciência.

##### Arcanjo
O nome de arcanjo vem do grego αρχάγγελος, arkangélos, que significa "anjo principal" ou "chefe", pela combinação de archō, o primeiro ou principal governante, e άγγελος, aggělǒs, que quer dizer "mensageiro". Este título é mencionado no Novo Testamento por duas vezes e a esta ordem pertencem os únicos anjos cujos nomes são conhecidos através da Bíblia: Miguel, Rafael e Gabriel. Miguel é especificamente citado como "O" arcanjo, ao passo que, embora se presuma pela tradição que Gabriel também seja um arcanjo, não há referências sólidas a respeito. Rafael descreve a si mesmo como "um dos sete que estão diante do Senhor" em Tobias 12:15, uma classe de seres mencionada também Apocalipse 1:4

Considerado canônico somente pela Igreja Ortodoxa da Etiópia, o "Livro de Enoque" fala de mais quatro arcanjos, Uriel, Ituriel, Amitiel e Samuel, responsáveis pela vigilância universal durante o período dos nefilim, os "anjos caídos". Contudo em outras fontes apócrifas estes são por vezes chamados de querubins. A igreja Ortodoxa faz de Uriel um arcanjo e o festeja com Rafael, Gabriel e Miguel na festa de "Miguel e os outros Poderes Incorpóreos", em 21 de novembro.

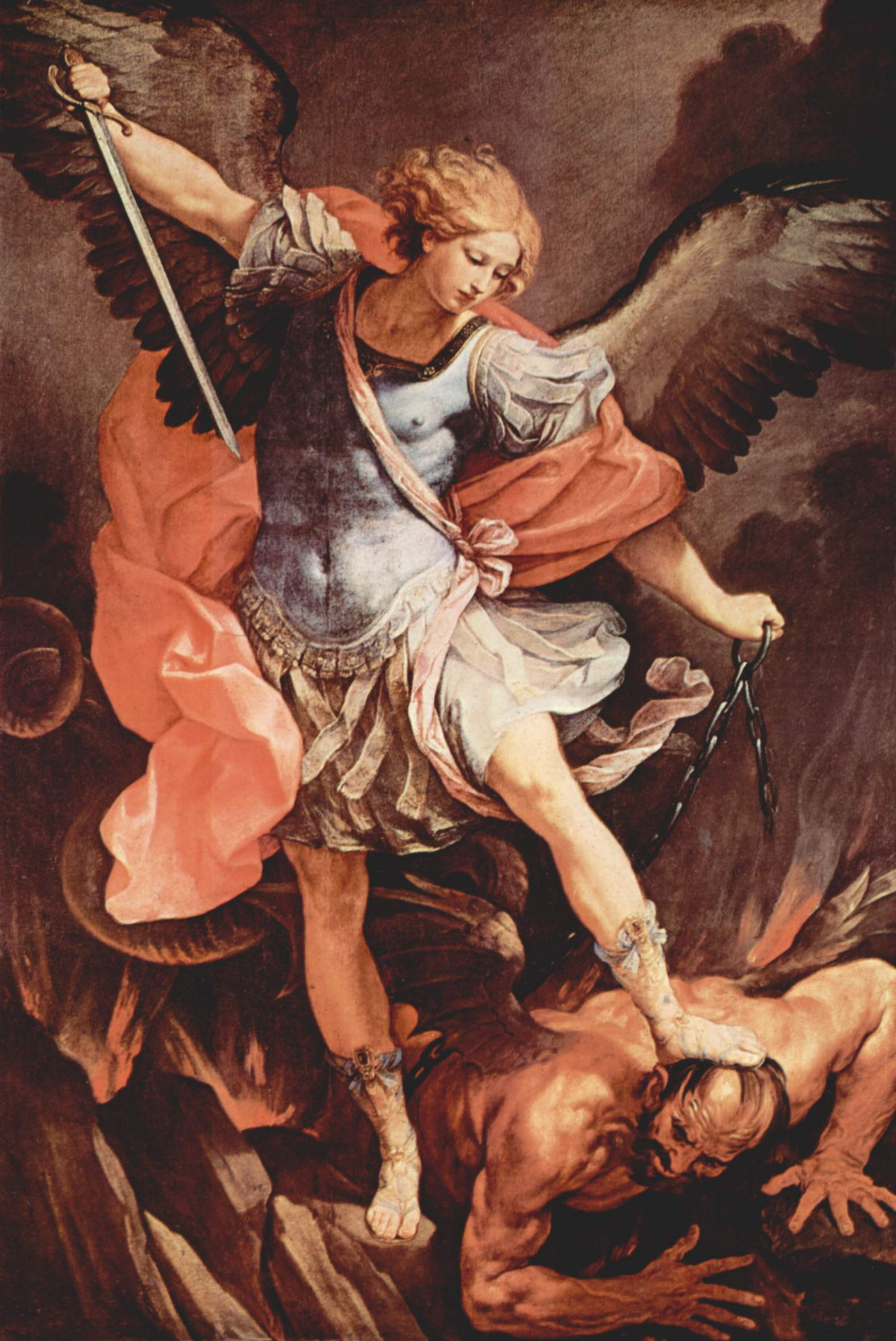
Guido Reni: São Miguel, 1636

Seu caráter de mensageiros, ou intermediários, é assinalada pelo seu papel de elo entre os Principados e os Anjos, interpretando e iluminando as ordens superiores para seus subordinados, além de inspirar misticamente as mentes e corações humanos para execução de atos de acordo com a vontade divina. Atuam assim como arautos dos desígnios divinos, tanto para os Anjos como para os homens, como foi no caso de Gabriel na Anunciação a Maria. A cultura popular faz deles protetores dos bons relacionamentos, da sabedoria e dos estudos, e guerreiros contra as ações do Diabo.

##### Anjos

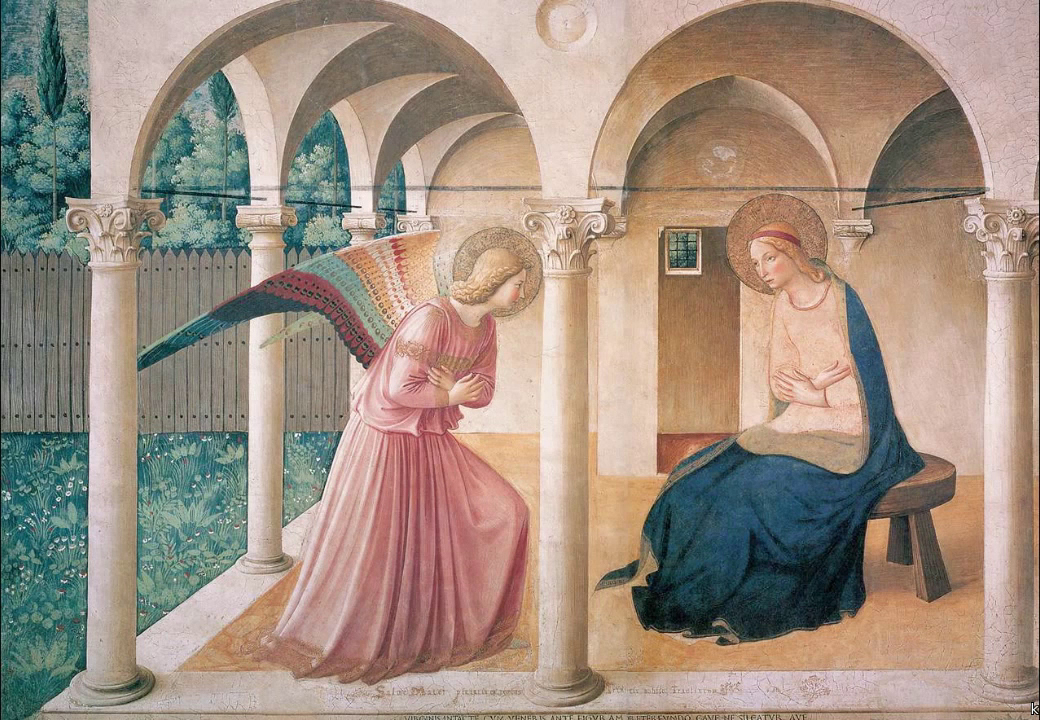
Fra Angelico; Anunciação

Os anjos são os seres angélicos mais próximos do reino humano, o último degrau da hierarquia angélica acima descrita e pertencentes à sua terceira tríade. A tradição hebraica, de onde nasceu a Bíblia, está cheia de alusões a seres celestiais identificados como anjos, e que ocasionalmente aparecem aos seres humanos trazendo ordens divinas. São citados em vários textos místicos judeus, especialmente nos ligados à tradição Merkabah. Na Bíblia são chamados de מלאך אלהים (mensageiros de Deus), מלאך יהוה (mensageiros do Senhor), בני אלוהים (filhos de Deus) e הקדושים (santos). São dotados de vários poderes supernaturais, como o de se tornarem visíveis e invisíveis à vontade, voar, operar milagres diversos e consumir sacrifícios com seu toque de fogo. Feitos de luz e fogo (Jó 15:15; Salmos 104:4), sua aparição é imediatamente reconhecida como de origem divina também por sua extraordinária beleza.

### Anjos especiais

#### Anjo da guarda
Dentre os anjos da tradição cristã está o tipo do anjo da guarda, chamado "fravaxi" pelos seguidores de Zoroastro, e ao anjo da guarda, como o nome diz, é confiada individualmente cada pessoa ao nascer, protegendo-a do mal até onde a ordem divina o permita, fortalecendo corpo e alma e inspirando-a à prática das boas ações.

#### O Anjo do Senhor
Na Bíblia, sobretudo no Antigo Testamento há várias menções à aparição do Anjo do Senhor. A expressão "Anjo do Senhor" causa curiosidade por tratar-se não apenas de mais um anjo e sim de um anjo específico, considerando a antecedência do artigo definido o.
De acordo com algumas posições teológicas, o Anjo do Senhor que fez vários contatos com personagens bíblicos, entre os quais Abraão, Hagar, Gideão, sendo aparições do próprio Deus e constituindo, portanto, uma espécie de teofania ou até mesmo uma cristofania.
Também é conhecido como o "Anjo da Presença", embora este termo tenha em certas filosofias um significado bem específico. O Anjo da Presença, segundo o pensamento gnóstico e cristão esotérico, não é um ser com vida própria, mas sim uma forma-pensamento que representa Cristo durante o sacramento da Eucaristia e é um veículo da Sua consciência e das Suas bênçãos.

#### Lúcifer
Segundo diversas tradições, Lúcifer seria um Querubim que se rebelou contra o Arcanjo Miguel, e contra o próprio Deus, sendo posto por Miguel para fora do Céu. Com Lúcifer foram todos seus seguidores.
Outros teólogos e alguns grupos cristãos como as Testemunhas de Jeová, afirmam que "a única referência a Lúcifer na Bíblia aplicava-se a Nabucodonosor II, rei de Babilônia. E embora a arrogância dos governantes babilônicos realmente refletisse a atitude de Satanás que também anseia ter poder e deseja colocar-se acima de Deus, a Bíblia não atribui claramente o nome Lúcifer a Satanás".

## Os anjos em outras tradições

### Judaísmo
Anjo (em hebraico: מַלְאָךְ‎, malach, "mensageiro") é um ente no mor das vezes espiritual que serve de elo transmissor entre o homem e o Criador. Sua existência é denotada em vários trechos da Bíblia hebraica e em diversos textos da literatura rabínica e do folclore judaico. Alguns anjos são citados por nome, até mencionados em excertos da liturgia religiosa, e também servem de protetores da humanidade e das pessoas individualmente. São entes inteligentes mas vinculados e dependentes do poder Divino, que podem assumir diversos tipos de tarefas, que, aos olhos humanos, podem ser boas ou más.

### Budismo e hinduísmo
O Budismo e o Hinduísmo descrevem os anjos, ou devas, como os chamam, de maneira semelhante às outras religiões ocidentais. Seu nome deriva da raiz sânscrita div, que significa "brilhar", e seu nome significa, então, os "seres brilhantes" ou "auto-luminosos". Dizem que alguns deles comem e bebem, e podem construir formas ilusórias para poderem se manifestar em planos de existência diferentes dos seus próprios. O Budismo estabelece uma categorização bastante completa para os seus devas, em grande parte herdada da tradição hinduísta.

### Islamismo

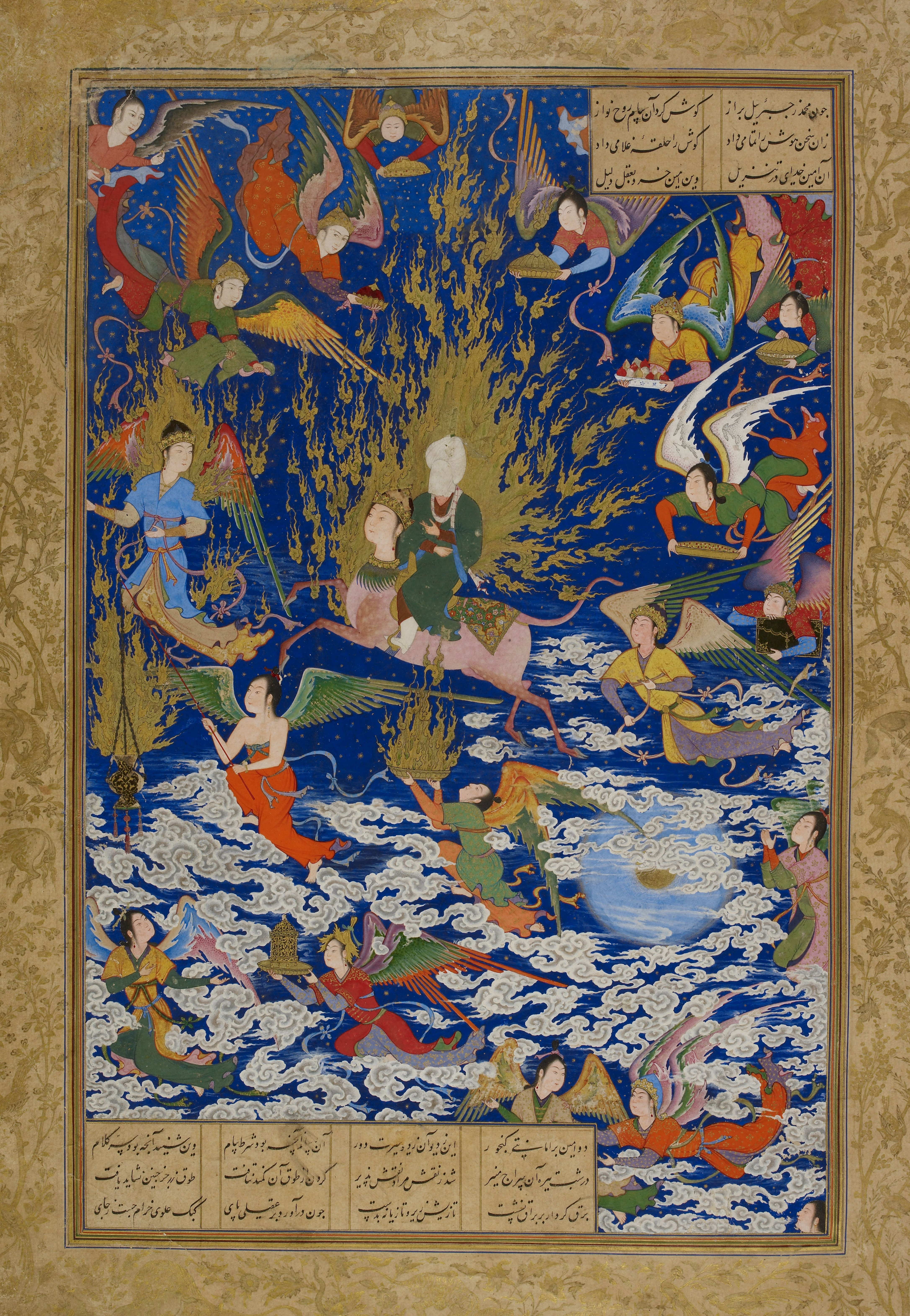
Sultão Muhammad: A Mi'raj, ou Ascensão de Maomé, rodeado de anjos. Iluminura, c. 1650

A angelologia islâmica é largamente devedora às tradições do zoroastrianismo, do judaísmo e do cristianismo primitivo, e divide os anjos em dois partidos principais, os bons, fiéis a Deus, e os maus, cujo chefe é Iblis ou Ash-Shaytan, privados da graça divina por terem se recusado a prestar homenagens a Adão.
Por outro lado, existe também no Islamismo uma categorização hierárquica. Em primeiro lugar estão os quatro Tronos de Deus, com formas de leão, touro, águia e homem. Em sequência, vêm o querubim, e logo os quatro arcanjos: Jibril ou Jabra'il, o revelador, intermediário entre Deus e os profetas e constante auxiliador de Maomé; Mikal ou Mika'il, o provedor, citado apenas uma vez no Corão (2:98) e quem, segundo a tradição, ficou tão horrorizado com a visão do inferno quando este foi criado que jamais pôde falar de novo; Izrail, o anjo da morte, uma criatura espantosa de dimensões cósmicas, quatro mil asas e um corpo formado de tantos olhos e línguas quantas são as pessoas da Terra, que se posta com um pé no sétimo céu e outro no limite entre o paraíso e o inferno; e Israfil, o anjo do julgamento, aquele que tocará a trombeta no Juízo Final; tem um corpo cheio de pelos e feitos de inumeráveis línguas e bocas, quatro asas e uma estatura que vai desde o trono de Deus até o sétimo céu. Por fim, os demais anjos. Como uma classe à parte estão os gênios, ou djins, que possuem muitas características humanas, como a capacidade de se alimentar, propagar a espécie, e morrer, e cujo caráter é ambíguo.

### Espiritismo
O Espiritismo faz uma descrição em muito semelhante à judaico-cristã, considerando-os seres perfeitos que atuam como mensageiros dos planos superiores, sem, no entanto, tentar atribuir forma ou aparência a tais seres: seria apenas uma visão de suas formas morais. A diferença da visão espírita se faz apenas pelo raciocínio de que Deus, sendo soberanamente justo e bom (atributos que seguem-lhe a perfeição, ou seja, Deus não precisa evoluir, já é e sempre foi perfeito e imutável), não os teria criado perfeitos, pois isso seria creditar a Deus a capacidade de ser injusto, face à necessidade que os homens enfrentam de experimentação sucessiva para aperfeiçoarem-se. O Espiritismo apresenta a visão de que tais seres angélicos, independente de suas hierarquias celestiais, estão nesse ponto evolutivo por mérito próprio, são espíritos santificados e livres da interferência da matéria pelas próprias escolhas que fizeram no sentido evolutivo e de renúncia de si mesmos ao longo do tempo, sendo facultado também aos homens atuais - ainda muito materializados - atingirem, através de seus esforços morais e intelectuais nas múltiplas reencarnações, tais pontos de perfeição.
Segundo Allan Kardec, os anjos seriam os espíritos elevados de benignidade superior que são protetores dos necessitados e mensageiros do amor. Seriam, portanto, aqueles que trazem mensagens do mundo incorpóreo. Por este motivo seriam chamados de anjos, palavra que significa mensageiros, os quais aparecem inúmeras vezes nos textos sagrados de religiões judaico-cristãs, indicando a comunicabilidade entre vivos e mortos. Ainda segundo o Espiritismo, os anjos, em sua concepção mais comumente conhecida e aceita - criaturas perfeitas, a serviço direto de Deus - seriam os espíritos que já alcançaram a perfeição passível de ser alcançada pelas criaturas. Estes, ao fazê-lo, passariam a dedicar a sua existência a fazer cumprir a vontade de Deus na Criação, por serem capazes de compreendê-la completamente.
Entretanto, a alma, qual criança, é inexperiente nas primeiras fases da existência, e daí o ser falível. Não lhe dá Deus essa experiência, mas dá-lhe meios de adquiri-la. Assim, um passo em falso na senda do mal é um atraso para a alma, que, sofrendo-lhe as consequências, aprende à sua custa o que importa evitar. Deste modo, pouco a pouco, se desenvolve, aperfeiçoa e adianta na hierarquia espiritual até ao estado de puro Espírito ou anjo. Os anjos são, pois, as almas dos homens chegados ao grau de perfeição que a criatura comporta, fruindo em sua plenitude a prometida felicidade. Antes, porém, de atingir o grau supremo, gozam de felicidade relativa ao seu adiantamento, felicidade que consiste, não na ociosidade, mas nas funções que a Deus apraz confiar-lhes, e por cujo desempenho se sentem ditosas, tendo ainda nele um meio de progresso.
De toda a eternidade tem havido, pois, puros espíritos ou anjos; mas, como a sua existência humana se passou num infinito passado, eis que os supomos como se tivessem sido sempre anjos de todos os tempos. Realiza-se assim a grande lei de unidade da Criação; Deus nunca esteve inativo e sempre teve puros Espíritos, experimentados e esclarecidos, para transmissão de suas ordens e direção do Universo, desde o governo dos mundos até os mais ínfimos detalhes. Tampouco teve Deus necessidade de criar seres privilegiados, isentos de obrigações; todos, antigos e novos, adquiriram suas posições na luta e por mérito próprio; todos, enfim, são filhos de suas obras.

### Teosofia

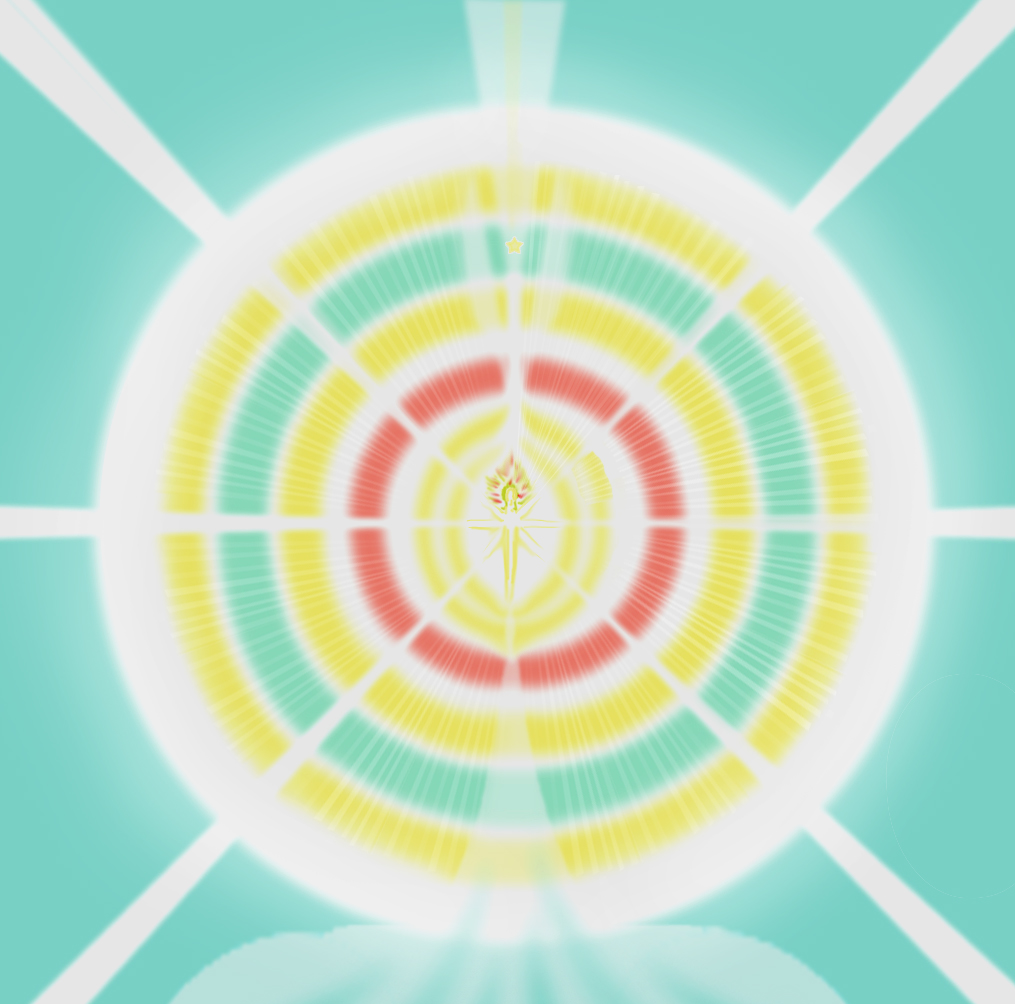
Anatomia esquemática do anjo patrono do santuário de Borobudur, Java, segundo indicações do teosofista Geoffrey Hodson em seu livro O Reino dos Deuses. Sua forma é na verdade esférica, com feixes de luz irradiante, e aqui se mostra em corte. Os círculos regulares concêntricos de sua aura indicam sua avançada evolução. Muitos detalhes foram omitidos

A Teosofia admite a existência dos seres angélicos, e várias classes dentre eles, embora existam relativamente poucos estudos neste campo que as sistematizem profundamente, dos quais os de Charles Leadbeater e sobretudo Geoffrey Hodson são as fontes mais ricas e interessantes.
Charles Leadbeater diz que, sendo um dos muitos reinos da criação divina, o reino angélico também está, como os outros, sujeito à evolução, e que existem grandes diferenças em poder, sabedoria, amor e inteligência entre seus integrantes. Pelo mesmo motivo, o de constituírem um reino independente, com interesses e metas próprias, diz que os anjos não existem mormente em função dos homens e seus problemas, como reza a cultura popular, apesar de assisti-los de uma variedade imensa de formas, como por exemplo na ministração dos sacramentos das igrejas, na cura espiritual e corporal dos seres humanos, e na sua inspiração, encorajamento, proteção e instrução. Mesmo que o reino angélico como um todo esteja envolvido em muitas tarefas que não dizem respeito ao homem, Leadbeater afirma em A Ciência dos Sacramentos que existe uma classe deles especialmente associada aos seres humanos, a dos anjos da guarda, na verdade uma espécie de silfos, à qual se confia uma pessoa por ocasião de seu batismo, e que por seu serviço conquistam a individualização, tornando-se serafins.
Os anjos são descritos por Hodson como tendo uma atitude em relação a Deus completamente diversa da humana, não concebendo uma existência personalizada individual, mas sim uma consciência única central e ao mesmo tempo difusa e onipresente, de onde suas próprias consciências derivam e à qual estão inextrincavelmente ligadas. Sentem-se unidos a esta consciência e para eles não é possível, exatamente por esta unidade, experimentarem egoísmo, separatividade, desejo, possessividade, ódio, medo, revolta ou amargura. Apesar de serem essencialmente seres amorosos, seu amor é impessoal, sendo extremamente raras associações estreitas com quaisquer indivíduos. Em seus estudos Hodson os divide em quatro tipos principais, associados aos quatro elementos da filosofia antiga: terra, água, fogo e ar.
Hodson faz também uma associação dos anjos com a Árvore Sefirotal, derivada da tradição Cabalística, definindo dez ordens. Afirma que um dos aspectos do Logos é de natureza angélica e acrescenta que ao reino angélico pertencem os chamados espíritos da natureza. Muitos destas classes estão envolvidos em processos naturais básicos como a formação celular e cristalização mineral, sendo por isso de dimensões microscópicas, constituindo os primeiros degraus da sua longa evolução em direção aos anjos planetários e formas ainda mais grandiosas como os grandes arcanjos solares, de estatura verdadeiramente colossal, a ponto de poderem ser percebidos de pontos próximos à extremidade externa do sistema solar. Outros tipos são os silfos, as salamandras, as fadas, dríades, ondinas e os variados espíritos da natureza conhecidos desde a antiguidade em várias culturas. Suas descrições dão uma vívida ideia da importância destes seres na manutenção da ordem cósmica e na manifestação do universo desde sua origem insondável até as formas físicas, passando por todos os degraus intermédios. Em seu livro O Reino dos Deuses oferece uma série de ilustrações do aspecto dos vários tipos de anjos, diferindo radicalmente das tradicionais representações angélicas da cultura ocidental, e diz que apesar disso ambos, anjo e homem, derivam suas formas de um mesmo arquétipo.